# Saint-Martin-Vésubie

Saint-Martin-Vésubie este o comună în departamentul Alpes-Maritimes din sud-estul Franței. În 1 ianuarie 2022 avea o populație de 1.379 de locuitori.